# Saliamonas Banaitis

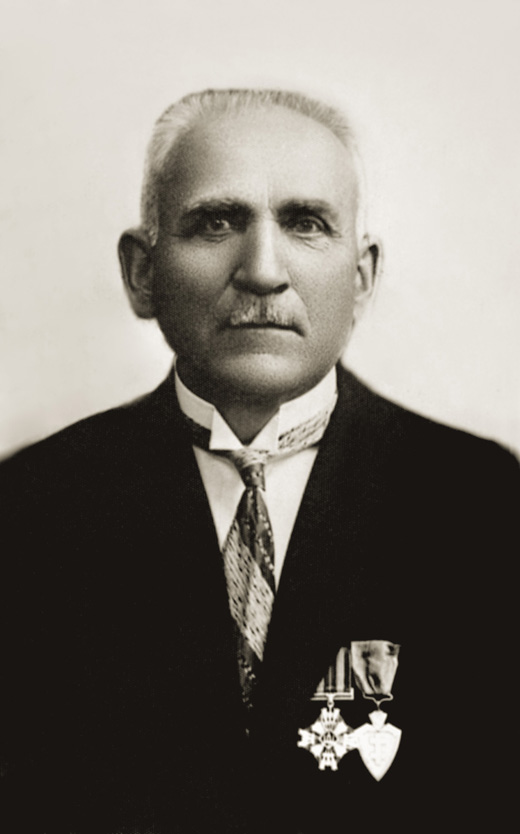
Saliamonas Banaitis

Saliamonas Banaitis (15 de julho de 1866; Kaunas, 4 de maio de 1933) foi um impressor, educador e banqueiro lituano. Ele foi um dos vinte signatários da Declaração de Independência da Lituânia em 1918.
Banaitis fundou a primeira gráfica lituana em Kaunas em 1905 e a operou até 1918. A gráfica respondia pela demanda por material escrito em lituano, gerada durante os anos da proibição da língua lituana, imprimindo cerca de 1,5 milhões de cópias de livros e 2 milhões de cópias de periódicos. De 1915 - 1917 sua gráfica publicou o jornal "Kaunas News", que saia em alemão e polonês, assim como em lituano. 
De 1915 a 1918, ele fundou uma escola secundária de língua lituana em Kaunas assim como 12 escolas primárias. Em 1917 ele foi eleito para o Conselho da Lituânia. Ele seguiu fundando a Associação dos Fazendeiros Lituanos, o Banco Comercial e Industrial, e a Corporação de Barcos a Vapor Lituanos.